# Brasserie De Koninck
Pour les articles homonymes, voir Koninck.
 (avril 2021).
Si vous disposez d'ouvrages ou d'articles de référence ou si vous connaissez des sites web de qualité traitant du thème abordé ici, merci de compléter l'article en donnant les références utiles à sa vérifiabilité et en les liant à la section « Notes et références ».
La Brasserie De Koninck (en néerlandais : Brouwerij De Koninck) est une brasserie belge faisant partie depuis 2010 du groupe brassicole Duvel Moortgat. Elle est située dans la ville flamande d'Anvers.

## Histoire
En 1827, Joseph Henricus De Koninck devient propriétaire de la taverne 'De Plaisante Hof' située entre la ville d'Anvers et Berchem. Une borne en pierre ornée d’une main sculptée se trouve en face du bâtiment. La veuve de Joseph Henricus De Koninck, Elisabeth Cop, se remarie en 1833 avec Johannes Vervliet qui transforme la taverne en une brasserie qu'il baptise Brouwerij De Hand, en référence à la main sculptée sur la borne voisine. En 1845, Carolus (Charles) De Koninck, le fils aîné du premier mariage d’Elisabeth Cop, reprend l’établissement. En 1912, la brasserie est rebaptisée Brasserie Charles De Koninck mais la main reste le symbole de l'entreprise. Après la Première Guerre mondiale, la brasserie se développe considérablement sous la houlette de Joseph Van den Bogaert et Florent van Bauwel. En 1949, Modeste Van den Bogaert, le fils de Joseph, prend la relève et dirige la brasserie pendant plus de 50 ans jusqu'en 2000.
En 2010, la brasserie passe dans le giron du groupe brassicole Duvel Moortgat tout en conservant ses installations brassicoles qui font l'objet d'une rénovation.
La brasserie fait partie de l'association brassicole Belgian Family Brewers.

## Situation
Elle occupe, dans la partie sud d'Anvers, un îlot bâti bordé par les rues Mechelsesteenweg (adresse officielle), Boomgaardstraat, Haringrodestraat et Lemonierestraat.

## Bières

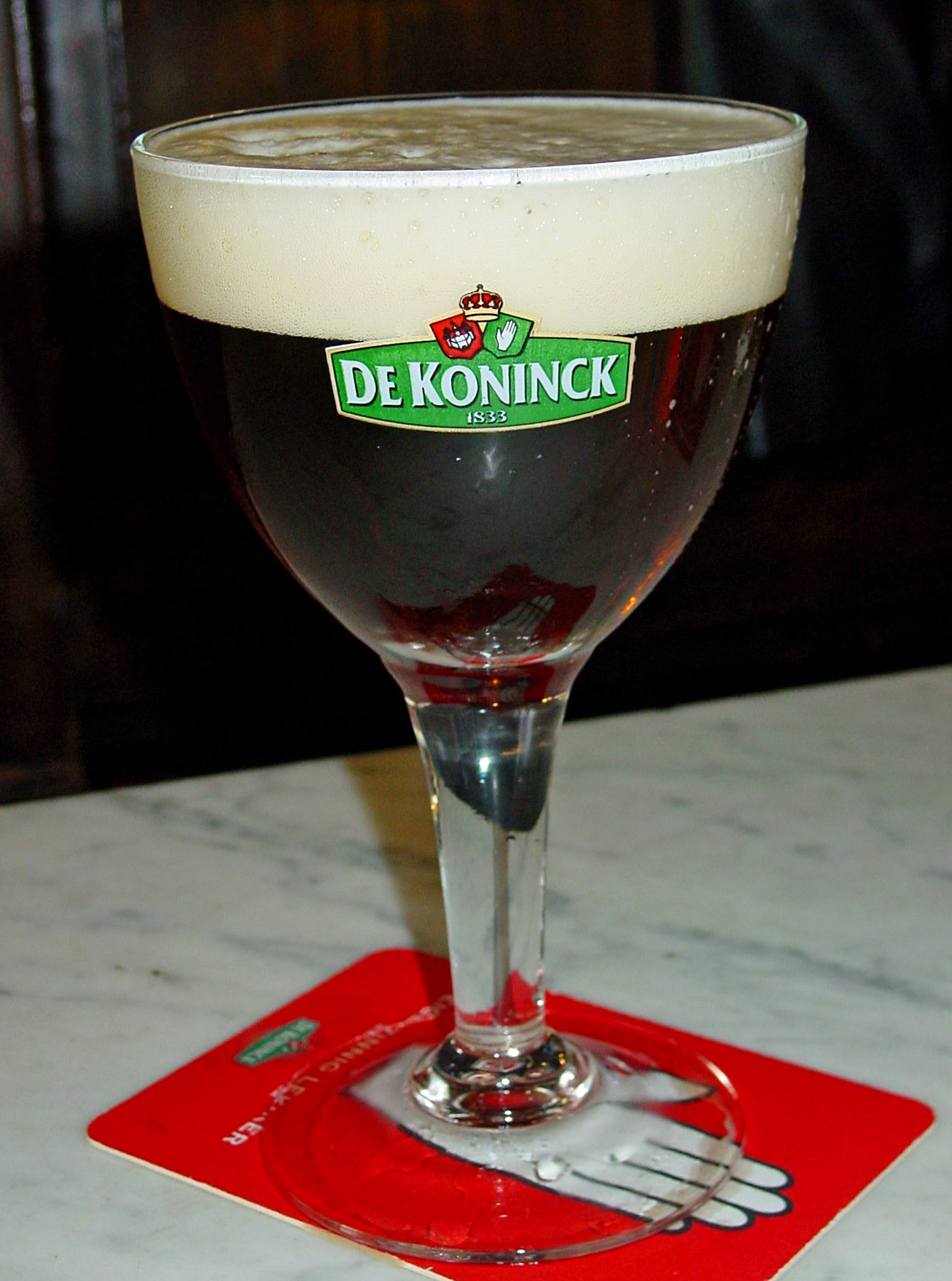
Bolleke De Koninck

La bière De Koninck est la bière locale la plus populaire de la ville d'Anvers. Il s'agit d'une bière de fermentation haute qui est brassée depuis 1913. Elle est servie dans un verre de 25 cl en forme de bol avec pied appelé en néerlandais bolleke. À Anvers, il n'est pas rare de commander un bolleke Koninck voire simplement un bolleke. Les lettres APA figurent sur l’étiquette sous la marque. C'est un trait d'humour anversois signifiant en dialecte local : Antwaarpse Pale Ale (pale-ale anversoise).
- De Koninck, une bière ambrée titrant 5,2 % en volume d'alcool.
- Triple d'Anvers, une bière blonde titrant 8 % en volume d'alcool.
- Wild Jo, une bière blonde titrant 5 % en volume d'alcool.